# الن انکارسوارد
الن انکارسوارد (انگلیسی: Ellen Anckarsvärd; ۱ ژانویهٔ ۱۸۳۳ – ۱ ژانویهٔ ۱۸۹۸) اهل سوئد بود.
نام کوچک او آنا لوویسا الونورا نیستروم بود، او یک فعال حقوق زنان بود. الن یکی از بنیانگذاران و دبیر انجمن حقوق مالکیت زنان متأهل بود. وی همچنین یکی از بنیانگذاران و نایب رئیس انجمن دوستان صنایع دستی و انجمن فردریکا بود. الن علاوه بر این از (۱۸۹۸–۱۸۹۶) رئیس شورای ملی زنان سوئدی و رئیس «اتاق مطالعه» بود.

## زندگی‌نامه
انکارسوارد دختر یک آرشیتکت بنام پرآکسل نیستروم بود. در سال ۱۸۶۲ با یک آرشیتکت بنام تئودور انکارسوارد (۱۸۷۸–۱۸۱۶) ازدواج کرد و مادر دیپلمات کوسوا انکارسوارد شد، که بعداً دبیر وزارت امور خارجه شد.
الن انکارسوارد انتظار می‌رفت به یکی از برجسته‌ترین چهره‌های نسل اول جنبش سازمان یافته زنان در سوئد تبدیل شود. او و آنا هیرتا رتسیروس در سال ۱۸۷۳، ابتکار عمل تأسیس انجمن حقوق مالکیت زنان متأهل را که اولین سازمان حقوق زنان در سوئد بود، بنیاد گذاشتند. الن سالها منشی آن بود. به گفته آنا هیرتا رتسیروس، الن با هوش و و شخصیتی کارآمد و برجسته برای سازمان زنان بود.

## فعالیت‌ها
الن انکارسوارد یکی از چهره‌ای قابل توجه در اولین جنبش سازمان یافته زنان در سوئد بود.
او در سال ۱۸۷۳اولین انجمن زنان سوئدی را با همکاری آننا هیرتا - رتسیوس بنام انجمن حقوق زنان متأهل را بنیان نهاد، که اولین سازمان حافظ حقوق زنان سوئدی بود و سال‌های زیاد دبیر این سازمان بود و طبق گفته آننا هیرتا - رتسیوس انکارسوارد با توجه به هوش و ذکاوتش نقش مؤثرتری در این سازمان داشت. او همچنین در سال ۱۸۸۴ فدراسیون فردریکا-برمر را که سازمان اصلی حقوق زنان در سده نوزدهم میلادی بود را تأسیس کرد. او به عنوان وارث سوفی آدلسپره در جنبش بورژوازی زنان سوئد شناخته شده‌است. او همکاری نزدیکی با آدلسپره داشت که بعدها یک بار گفته شد «خانم آدلسپره ایده‌ها را می‌سازد، اما خانم انکارسوارد آنها را بالا می‌برد!» طبق گفته الن کی هیچ مشکل قانونی یا اجرائی برای انکارسوارد دشوار نبود، او سازمانده خوبی بود و در موضع مشاور حقوقی سازمان کار می‌کرد. در سال ۱۸۹۶ به عنوان اولین مدیر فدراسیون ملی زنان سوئد انتخاب شد، که بعداً در سال ۱۸۹۸به شورای بین‌المللی زنان ملحق شد.
در ۱۸۹۶–۱۸۹۸، الن به عنوان رئیس شورای ملی زنان سوئد، که بخشی از شورای بین‌المللی زنان در سال ۱۸۹۸شد، خدمت کرد. او میزبان کنگره زنان شمال اروپا بود که توسط این سازمان در سال ۱۸۹۷ایجاد شده بود. او به عنوان رئیس کمیته زنان نمایشگاه شیکاگو، و عضو انجمن خیریه کلیسای کلارا، مؤسسه دیکونسس و هیئت مدیره مجله ایدون.